# Corydoras simulatus
Corydoras simulatus är en fiskart som beskrevs av Weitzman och Nijssen, 1970. Corydoras simulatus ingår i släktet Corydoras och familjen Callichthyidae. Inga underarter finns listade i Catalogue of Life.